# Khorram Rāh
Khorram Rāh (persiska: خرم راه) är en ort i Iran.   Den ligger i provinsen Kohgiluyeh och Buyer Ahmad, i den centrala delen av landet, 500 km söder om huvudstaden Teheran. Khorram Rāh ligger 1 472 meter över havet och antalet invånare är 369.
Terrängen runt Khorram Rāh är kuperad åt sydväst, men åt nordost är den bergig. Runt Khorram Rāh är det ganska tätbefolkat, med 75 invånare per kvadratkilometer. Närmaste större samhälle är Āb Chenār-e Soflá, 10,8 km norr om Khorram Rāh. Omgivningarna runt Khorram Rāh är i huvudsak ett öppet busklandskap.